# Diamants per a l'eternitat
Diamants per a l'eternitat (títol original en anglès: Diamonds Are Forever) és una pel·lícula britànica de la saga James Bond, dirigida per Guy Hamilton i estrenada el 1971. Aquesta pel·lícula ha estat doblada al català.

## Argument
Sean Connery torna a interpretar l'elegant agent britànic 007. L'enginyós estil d'aquesta pel·lícula establirà les bases per a molts dels següents episodis interpretats per Roger Moore. James Bond, agent secret de la Gran Bretanya, investiga sobre la desaparició de diamants a Sud-àfrica. Tot fa creure que s'intenten emmagatzemar importants estocs. La seva investigació el portarà des dels Països Baixos fins als Estats Units, a enfrontar-se una vegada més al seu mortal enemic, Ernst Blofeld, que ha construït un generador làser gegant que es troba en òrbita al voltant de la terra, que usa diamants per intensificar la seva energia aconseguint que els caps nuclears, els coets i els submarins s'autodetonin espontàniament. La intenció de Blofeld és vendre en subhasta el seu nou invent, deixant el món a les mans del millor postor. Bond arribarà just a temps per llançar per terra els plans de Blofeld tornant-li una vegada més la pau al món.

## Repartiment
- Sean Connery: James Bond 007
- Jill St John: Tiffany Case
- Charles Gray: Ernst Stavro Blofeld
- Jimmy Dean: Willard Whyte
- Norman Burton: Felix Leiter
- Bernard Lee: "M"
- Lois Maxwell: Moneypenny
- Bruce Cabot: Albert R. "Bert" Saxby
- Bruce Glover: Mr Wint
- Putter Smith: Mr Kidd

## Llocs de l'acció
- El Caire, Egipte
- Amsterdam, Països Baixos
- Las Vegas, Nevada, Estats Units
- Baixa Califòrnia, Mèxic

## Llocs de rodatge
- Londres Estudis Pinewood (Regne Unit)
- Las Vegas (Nevada, Estats Units)
- Amsterdam (Països Baixos)

## Al voltant de la pel·lícula

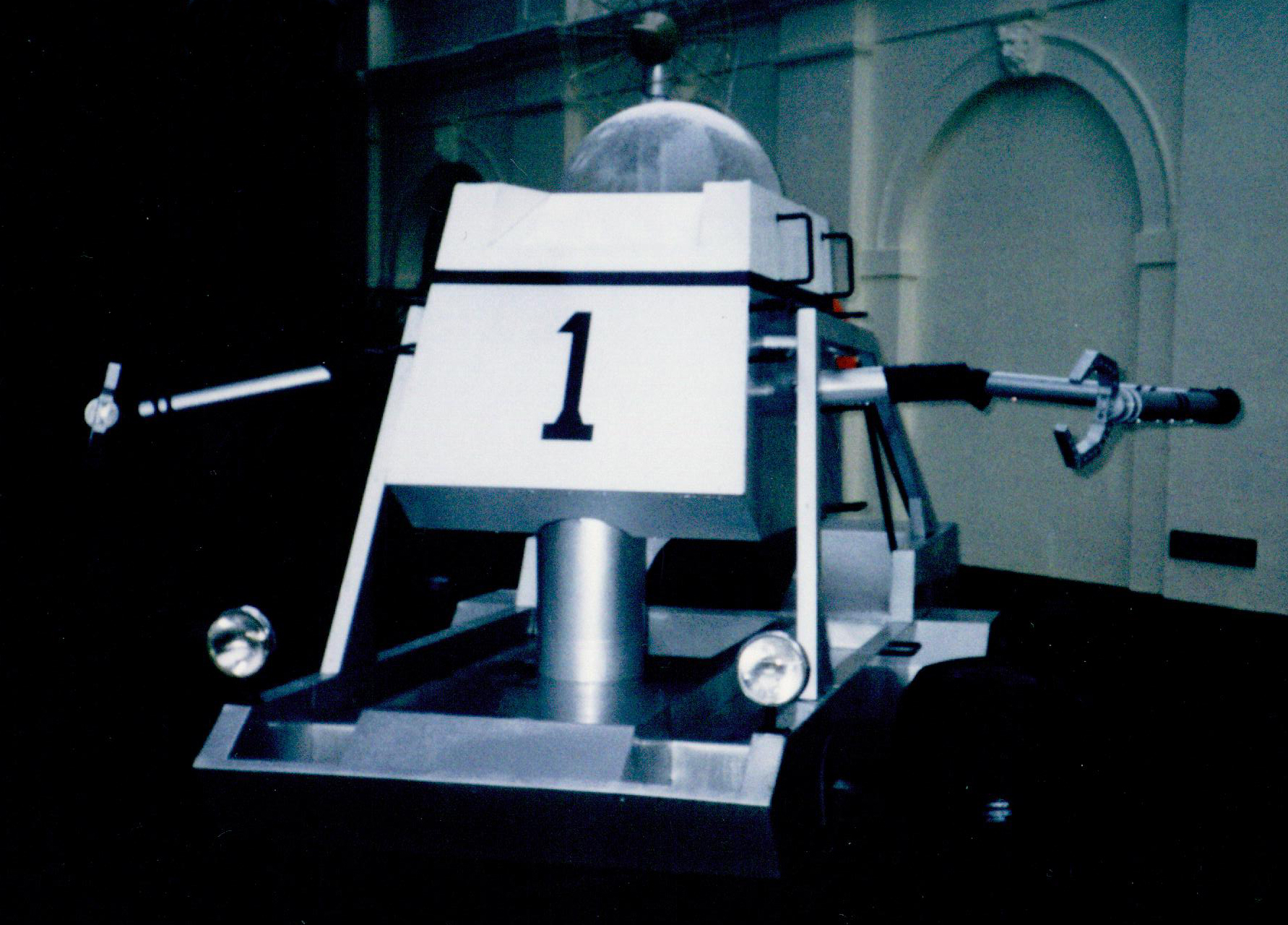
Rover lunar

- Aquesta pel·lícula és l'última aparició de Sean Connery en el paper de James Bond a EON Productions. Va tornar tanmateix el 1983 en Never Say Never Again, produït per una altra societat.
- Charles Gray, que interpreta el paper de Blofeld (l'enemic jurat de Bond) ja havia aparegut en Només es viu dues vegades on interpretava el paper de Dikko Henderson, un agent d'enllaç dels serveis secrets britànics.
- Els malnoms de les dues dolentes (en versió original), Bambi i Thumper, estan trets de la versió original de la pel·lícula de Walt Disney, Bambi (1942)
- La fugida de Bond en els decorats de la superfície lunar fan referència a la teoria de la conspiració, segons la qual els vertaders allunatges eren ficticis.
- Com el descriu Broccoli en When the snow melts, una de les intrigues més grans de la pel·lícula li va ser inspirada per un somni. Broccoli va somiar que retia visita a Howard Hughes i descobria que era reemplaçat per un impostor. Els guionistes Richard Maibaum i Tom Mankiewicz es van apoderar de la idea per al guió.
- Diverses actrius van ser considerades pel paper de Tiffany Case, entre les quals Raquel Welch, Jane Fonda o Faye Dunaway. Quan un amic de Broccoli va suggerir Jill St John per a un petit paper, el realitzador Guy Hamilton la va trobar ideal pel de Tiffany.
- El Rover lunar que utilitza Bond en el moment de la seva evasió del cau de Whyte al desert, va ser trobat abandonat, vint anys més tard, pel James Bond Fan Club.
- Fet sense precedents: a Diamants per a l'eternitat , Bond és monògam. Abondance Delaqueue arriba a l'habitació de 007 a Las Vegas abans de ser defenestrada pels gàngsters. Només Tiffany Case comparteix el llit de Bond
- Bond és separat del seu Aston Martin en aquesta pel·lícula, però la fàbrica Aston de Newport Pagnell, no obstant això, hi apareix: fa d'oficina del laboratori de Q.
- El llegendari Sammy Davis Junior, membre de la famosa banda de Sinatra, havia de fer una aparició a Diamants per a l'eternitat, però l'escena en la qual juga a la ruleta va ser finalment tallada al muntatge.

## Premis i nominacions

### Nominacions
- Oscar al millor so per Gordon K. McCallum, John W. Mitchell i Al Overton.